# 亀戸日勝映画劇場
亀戸日勝映画劇場（かめいどにっしょうえいがげきじょう）は、かつて存在した日本の映画館である。正確な年代は不明だが1910年代の大正年間には東京府南葛飾郡亀戸町（現在の東京都江東区亀戸）に電気館（でんきかん）として開館、のちに亀戸電気館（かめいどでんきかん）と称した。1930年（昭和5年）前後に同町内に開館した亀戸昭和館（かめいどしょうわかん）とともに簱興行傘下に入ったが、第二次世界大戦末期の東京大空襲で全焼・閉館した。戦後は1951年（昭和26年）7月、亀戸劇場（かめいどげきじょう）として復興、1964年（昭和39年）には建替えられて亀戸日活劇場（かめいどにっかつげきじょう、のちに亀戸日勝映画劇場と改称）、亀戸スカラ座（かめいどスカラざ）として改めて開館した。1981年（昭和56年）にはいずれも閉館した。

## 沿革
- 1910年代 - 亀戸電気館開館[1][2][3]
- 1930年前後 - 亀戸昭和館開館[4][5]
- 1930年代 - 亀戸電気館が亀戸松竹館と改称[6]
- 1940年前後 - 亀戸松竹館が亀戸映画劇場と改称[6][7]
- 1945年3月10日 - 東京大空襲で全焼・閉館[6][7]
- 1951年7月 - 亀戸劇場開館[8][9][10]
- 1964年 - 建替え、亀戸日活劇場・亀戸スカラ座開館[11][12]
- 1970年前後 - 亀戸日活劇場を亀戸日勝映画劇場と改称[14][15][16]
- 1981年 - 閉館[17]

## データ

### 亀戸昭和館 ⇒ 亀戸日勝・スカラ座
- 所在地 : 東京都江東区亀戸3丁目61番18号[14][15][16]、現在の「旬鮮食品館カズン亀戸店」（カズン株式会社本社）の位置[18][19][20][21]
  - 開館当時の東京府南葛飾郡亀戸町3丁目257番地、のちの東京府東京市城東区亀戸町3丁目257番地[6][7]、東京都江東区亀戸町3丁目256番地[10][13]

北緯35度42分8秒 東経139度49分31秒 / 北緯35.70222度 東経139.82528度
- 経営 : 
  1. 簱栄吉 （亀戸昭和館、1930年前後[6][7] - 1945年）
  2. 西子興業 （西子平太郎、亀戸劇場、1951年[8] - 1964年[10][11]）
  3. 簱興行 （亀戸日活/亀戸日勝・亀戸スカラ座、1964年[12] - 1981年[13][14][15][16][17]）
- 支配人 : 
  1. 峰村政信 （1940年代[6][7]）
  2. 西子順一 （1951年[8] - 1960年前後）
  3. 赤羽俊次 （1960年前後[10] - 1964年[11]）
  4. 三枝三郎 （1964年 - 1968年前後[13]）
  5. 谷口稔 （1968年前後 - 1969年）
  6. 小沢純一 （1969年 - 1974年前後）
  7. 井上美見 （1974年前後[14] - 1978年[15]）
  8. 小沢純一 （1978年[16] - 1981年[17]）
- 構造 : 木造二階建 ⇒ 鉄筋コンクリート造二階建
- 観客定員数 : 432名（1941年[6] - 1943年[7]） ⇒ 300名（1951年[8] - 1956年） ⇒ 286名（1961年[10]）
  1. 亀戸日勝映画劇場（亀戸日活劇場） : 347名（1964年 - 1967年[13]） ⇒ 320名（1974年 - 1981年[14][15][16]）
  2. 亀戸スカラ座 : 408名（1964年 - 1981年[14][15][16]）

### 亀戸電気館
- 所在地 : 東京府東京市城東区亀戸町3丁目168番地
  - 開館当時の東京府南葛飾郡亀戸町3丁目168番地[1][2][3][4]
- 経営 : 
  1. 大和田晋三郎 （1926年[2]）
  2. 大和久邇惣吉 （1927年 - 1929年[3]）
  3. 亀戸電気館合資会社 （1929年 - 1930年[4]）
  4. 簱興行 （1930年前後[6][7] - 1945年）
- 支配人 : 田中金次郎 （1929年[4] - 1940年代[6][7]）
- 構造 : 木造
- 観客定員数 : 351名（1926年[2] - 1929年[3]） ⇒ 375名（1930年[4]） ⇒ 489名（1941年[6] - 1943年[7]）

## 概要

### 亀戸電気館と亀戸昭和館
正確な年代は不明だが、1910年代には東京府南葛飾郡亀戸町3丁目168番地（現在の東京都江東区亀戸三丁目）に電気館として開館、のちに亀戸電気館と称した。大正年間を通じて、亀戸駅近辺には、同館のほか、同町6丁目（通称・五の橋。現在の亀戸六丁目）、大島町3丁目164番地、砂町八右衛門字石丸517番地にそれぞれ「電気館」という映画館があり、それぞれ同館同様に、五の橋電気館（興行系統は日活）、大島電気館（興行系統は松竹キネマ）、砂町電気館（興行系統は東亜キネマ）と称した。当時の同館の興行系統は東亜キネマで、昭和に入るとそれに松竹キネマが加わり、1929年（昭和4年）には松竹キネマのみの上映館になった。観客定員数は351名、経営は大和田晋三郎あるいは大和久邇惣吉であるとされ、のちに会社組織化し、亀戸電気館合資会社となった。
1930年（昭和5年）前後の時期、おなじ亀戸町3丁目の十三間道路（明治通り、現在の東京都道306号王子千住夢の島線）沿いに亀戸昭和館（亀戸町3丁目257番地）が開館している。同館を経営したのが、当時、小松川町大字下平井975番地（現在の東京都江戸川区平井2丁目）に平井館（のちの平井松竹館）を経営していた簱興行の簱栄吉であった。おなじころに亀戸電気館も簱興行の傘下に入り、1930年代には亀戸松竹館と改称、1940年代に入るとさらに亀戸映画劇場に改称している。亀戸近辺は、1932年（昭和7年）10月1日、南葛飾郡全域が東京市に編入され、城東区になっている。
簱栄吉は、1940年代までに平井館および同2館のほか、豊島区に池袋日勝映画館（のちの池袋日勝映画劇場、池袋町一丁目743番地）、江戸川区に小松川電気館（小松川三丁目53番地）、小岩松竹館（のちの小岩スカラ座、小岩町三丁目1861番地）、城東区（現在の江東区）に三光館（南砂町一丁目285番地）、品川区に五反田劇場（五反田一丁目261番地）、神奈川県横浜市中区に中島常設館（共進町3丁目55番地）、千葉県市川市に市川映画館（市川2丁目3057番地）と、同館を含めて10館の映画館を経営していた。
1942年（昭和17年）には第二次世界大戦による戦時統制が敷かれ、日本におけるすべての映画が同年2月1日に設立された社団法人映画配給社の配給になり、すべての映画館が紅系・白系の2系統に組み入れられるが、同年発行の『映画年鑑 昭和十七年版』によれば、亀戸昭和館が紅系二番館、亀戸映画劇場が紅系四番館である。当時の亀戸昭和館は、支配人が峰村政信、観客定員数が432名であり、亀戸映画劇場は、支配人が田中金次郎、観客定員数が489名であった。大戦末期の1945年（昭和20年）3月10日、東京大空襲で同地区は壊滅、同2館も全焼、閉館・更地になった。他地区に関しても、簱栄吉はほとんどの映画館を戦災で失っている。

### 戦後

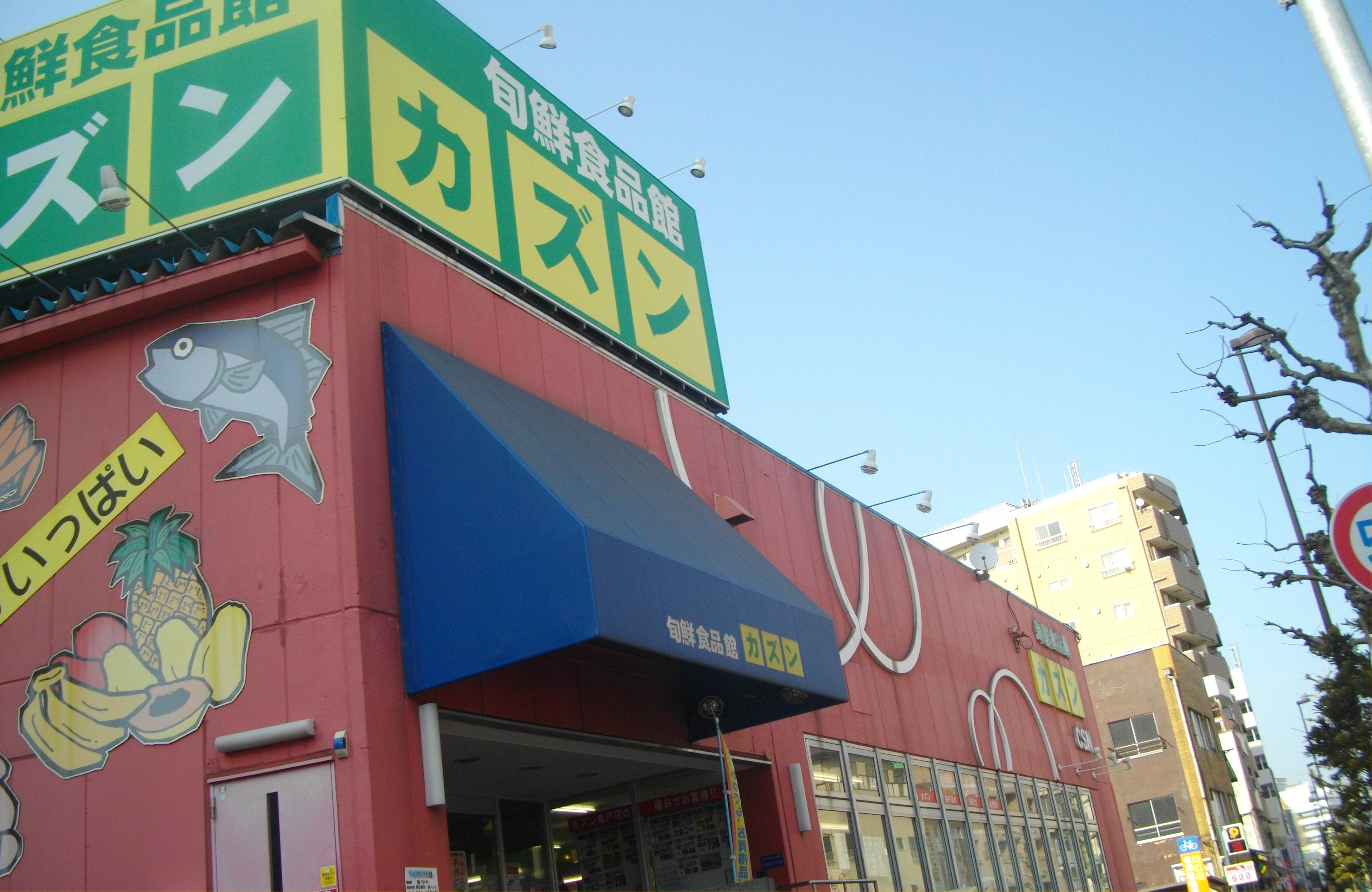
跡地現況（旬鮮食品館カズン亀戸店、2014年撮影）。

1947年（昭和22年）3月15日、城東区は深川区と合併して江東区となった。亀戸地区は空襲の爪痕が深く、Goo地図にある同年の航空写真によれば、同2館の跡地は更地のままである。同2館を経営した簱興行がまず復興に取り組んだのは、1946年（昭和21年）10月開館の日勝映画劇場（豊島区池袋1丁目743番地）、1947年7月開館の五反田劇場（品川区五反田1丁目261番地）、1949年（昭和24年）12月開館の八幡映画劇場（市川市八幡町3丁目132番地）、そして小岩映画劇場（江戸川区小岩町3丁目1815番地）も1950年（昭和25年）には復興・開館している。
亀戸昭和館の跡地に亀戸劇場として映画館が復興し、開業したのは1951年（昭和26年）7月であった。同館の開館時は、西子平太郎の個人経営、支配人は西子順一、木造二階建で観客定員数300名、興行系統は松竹・東映・日活の邦画混映館であった。その後、1960年（昭和35年）前後には松竹・大映の混映館になった。
1964年（昭和39年）には、もともと簱興行のものであった同地（亀戸昭和館の跡地）に、同社が鉄筋コンクリート造二階建の建物を新築、1階に日活の封切館亀戸日活劇場（347名）、2階に新たに松竹洋画系（SYチェーン）の封切館亀戸スカラ座（408名）を開館した。当時の「SYチェーン」には、松竹セントラル、新宿ピカデリー、渋谷松竹映画劇場、浅草ロキシー映画劇場、新宿昭和館、テアトル渋谷、池袋スバル座、五反田劇場、川崎銀星座等が加盟していた。
日活は経営困難のため1969年（昭和44年）の撮影所売却（のちに買戻し）、1971年（昭和46年）には堀久作が退陣、同年11月にはロマンポルノの製作・配給に踏み切るが、この前後の時期に、簱興行は、亀戸日活劇場を亀戸日勝映画劇場と改称、日活や東映のアクション映画の二本立・三本立興行を行った。亀戸スカラ座は、開館以来、一貫して洋画上映館であった。
1981年（昭和56年）には、両館いずれも閉館した。閉館後は「ハタセントラルスポーツクラブ亀戸」になったが、その後2003年（平成15年）3月末で閉館し、2004年（平成16年）9月末に「旬鮮食品館カズン亀戸店」が開業するとともにカズン本社も同地に置かれ、現在に至る（2014年）。